# Tropidocyathus lessonii
Tropidocyathus lessonii is een rifkoralensoort uit de familie van de Turbinoliidae. De wetenschappelijke naam van de soort is voor het eerst geldig gepubliceerd in 1842 door Michelin.